# Kamehameha I

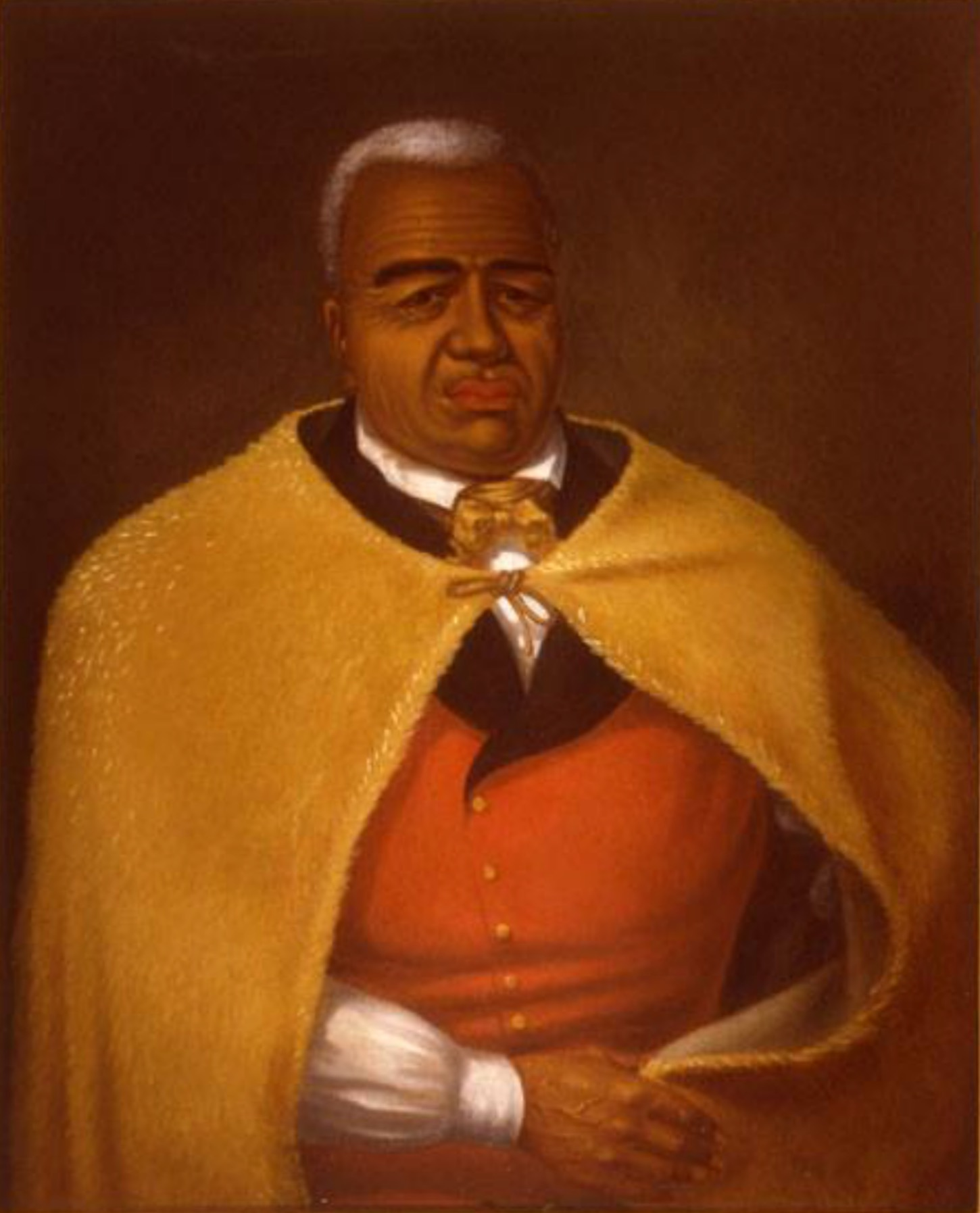
Porträtt av Kamehameha I

Kamehameha I, född omkring 1758, död 8 maj 1819, erövrade Hawaiiöarna och etablerade formellt konungadömet Hawaii år 1810, och var följaktligen dess första konung.
Kamehameha lyckades hålla Hawaii självständigt genom att alliera sig med kolonialherrarna i Stilla havet. 
Han är känd för att ha grundat den hawaiiska lagen Kānāwai Māmalahoe, vilken garanterar mänskliga rättigheter för civila under krigstid. 
Kamehameha hade åtta makor, bland andra sin brylling Kaahumanu I och brorsdotter Kaahumanu III samt Keopuolani.